# Zack de la Rocha
Zack de la Rocha, nome d'arte di Zacarías Manuel de la Rocha (Long Beach, 12 gennaio 1970), è un rapper, cantautore e attivista statunitense di origini messicane, famoso per il suo ruolo di cantante nei Rage Against the Machine e membro anche del gruppo One Day as a Lion, attualmente collabora con i Run the Jewels.
Nel 2006 la rivista Hit Parader lo ha inserito nella sua lista dei 100 migliori cantanti metal di tutti i tempi alla posizione numero 38.

## Biografia

### Primi anni
È di origini inglesi, irlandesi, olandesi, tedesche, spagnole e native messicane.
La sua storia ha inizio ad Irvine, in California, dove si ritrovò ad essere un giovane ispanico in un'area che durante gli anni settanta e ottanta era popolata prevalentemente da bianchi. Suo padre, Roberto de la Rocha, detto "Beto", era un conosciuto artista visuale messicano-americano, famoso soprattutto per i suoi murales che ritraevano in maggior parte agricoltori dell'era Zapatista, mentre sua madre era invece una dottoressa in antropologia di origini tedesco-irlandesi. I suoi genitori si separarono quando lui aveva sei anni e iniziò a dividere il tempo fra i due fino all'età di 13 anni, quando suo padre subì un tremendo esaurimento nervoso che portò le sue idee religiose cristiane agli estremi. Zack si ritrovò quindi, in un momento di follia del padre, a dover distruggere i suoi lavori. Non riuscendo a sopportare questo stato di cose, si trasferì in pianta stabile a vivere con la madre a Irvine, in California, che in seguito descriverà come "una delle città più razziste immaginabili".
Durante gli anni successivi, Zack ritrovò il senso di rabbia e isolamento che lo pervadeva, ascoltando gruppi hardcore punk come Minor Threat, Black Flag e Bad Religion. Fu così che entrò a far parte della sua prima band, gli Hardstance, nella quale oltre a cantare suonava anche la chitarra. La band successivamente mutò il nome in Inside Out, e iniziò ad avere un discreto seguito nell'ambito locale. La band pubblicò anche un EP, No Spiritual Surrender, su Revelation Records nel 1990.
Cresciuto in un'area dove vivevano tanti bianchi ma pochissimi messicani, Zack fu segnato fin dall'infanzia dalle ingiustizie subite per via di discriminazioni e razzismo. Crescendo, sviluppa forti ideali politici tendenti al radicalismo che influenzeranno parecchio i suoi testi.

### Rage Against the Machine
Più avanti iniziò ad interessarsi all'hip hop, seguendo artisti come KRS-One e Run DMC. Nello stesso periodo conobbe Tom Morello, con il quale iniziò una collaborazione sia musicale che intellettuale, e da qui prese vita nel 1991 il progetto dei Rage Against the Machine, esperienza che porterà de la Rocha e il resto del quartetto a diventare uno dei gruppi musicali più impegnati politicamente, tra quelli trasmessi dalle radio e da MTV.
Infatti, subito dopo la formazione della band, de la Rocha diventò uno dei "combattenti" per le cause libertarie più in vista di tutto il mondo. Il video di Freedom tratto dal primo album dei RATM, espone la situazione di Leonard Peltier, un nativo americano accusato dell'omicidio di due agenti dell'FBI. Successivamente de la Rocha diventa il portavoce del movimento Free Mumia Abu-Jamal, movimento nato per la liberazione appunto di Mumia Abu-Jamal, giornalista e attivista politico, condannato per l'omicidio di un poliziotto. Si fece anche carico di portare avanti la causa del padre, in supporto ai ribelli dell'EZLN in Messico.
Questa attività lo porterà fino a testimoniare alle Nazioni Unite contro il trattamento riservato dagli Stati Uniti a Mumia Abu-Jamal. La musica e i messaggi espressi dalla band, diventano per lui così importanti, che non considererà un successo un album se esso non porterà a tangibili cambiamenti dal punto di vista politico. Nonostante i due album successivi a quello di esordio si posizionino alla prima posizione nelle classifiche, non riescono a portare secondo lui a nessun cambiamento politico.

### La separazione dal gruppo
Negli anni successivi diventò sempre più irrequieto, per il fatto di non essere riuscito ad ottenere quello che sperava. Iniziò quindi a stringere collaborazioni con artisti come KRS-One e Chuck D. Verso la fine del 2000, arrivò quindi a separarsi dai Rage Against the Machine, per motivazioni sempre legate agli obiettivi che si era prefissato.

### Attivismo, carriera solista
Successivamente al distacco dai RATM, ha continuato la sua attività per le cause libertarie.
In ambito musicale, da solista ha pubblicato solo un singolo inciso con DJ Shadow, dal titolo March of Death, pezzo scritto per protesta contro la guerra in Iraq, e ha partecipato con il pezzo We Want it All alla compilation Songs and Artists that Inspired Fahrenheit 9/11. Ha inoltre collaborato su album di artisti hip hop, come Saul Williams e i Blackalicious.
Nel settembre del 2016 pubblica il singolo Digging for windows.

### Riunione dei Rage Against the Machine
Il 29 aprile 2007 i Rage Against The Machine parteciparono al Coachella Valley Music and Arts Festival. La reunion fu seguita da altri sette concerti negli Usa durante il 2007, e da varie partecipazioni a grandi festival in Europa e negli Usa nel corso del 2008, incluso il Lollapalooza che si tenne al Grant Park di Chicago in agosto.

## Citazioni e omaggi
- Alla sua persona si è ispirato il mangaka Harold Sakuishi nella realizzazione di Chiba, il cantante rapper della band Beck, che dà il nome al manga e anime BECK Mongolian Chop Squad.[13]
- Il rapper italiano Marracash, usa il tag "Zack de la Rocha" in alcune sue canzoni in suo onore.

## Discografia

### Con gli Inside Out
- 1990 - No Spiritual Surrender (EP)[14]

### Con i Rage Against the Machine
Album registrati in studio
- 1992 - Rage Against the Machine
- 1996 - Evil Empire
- 1999 - The Battle of Los Angeles
- 2000 - Renegades

Album dal vivo
- 1998 - Live & Rare (pubblicato solo in Giappone)
- 2003 - Live at the Grand Olympic Auditorium

### Con One Day as a Lion
- 2008 - One Day as a Lion (EP) [16]

### Collaborazioni
- 1993 - Hard Stance - Hard Stance (chitarra)
- 1994 - Farside - Scrap (chitarra nei brani Safe Or Sorry, Nowhere Fast, Sleepwalking, Smarter Than Ever, Hero (acoustic))
- 1999 - Artisti Vari - Mumia 911
- 2000 - Roni Size/Reprazent - In The Mode (voce nel brano Centre Of The Storm)
- 2002 - Blackalicious - Blazing Arrow (voce nel brano Release Part 1, 2, & 3)
- 2004 - Saul Williams - Saul Williams (voce nel brano Act III Scene 2 (Shakespeare))
- 2009 - DJ Shadow - Skratchcon Rehearsal Mix (September 27th, 2000) (voce nel brano March Of Death e Artifact (Vocal Version))